# Hulubești, Giurgiu
Hulubești (în trecut, Strâmba) este un sat în comuna Călugăreni din județul Giurgiu, Muntenia, România. Satul se află în vestul comunei, pe malul Câlniștei.
A existat în trecut un sat Hulubești pe malul Neajlovului, dar acesta a fost depopulat în secolul al XIX-lea, localnicii mutându-se aproape de satul Strâmba, formând un sat denumit Strâmba de Jos. În 1931, satele Strâmba de Jos și Strâmba de Sus au fost comasate (ele fiind oricum foarte apropiate) în satul Strâmba, acesta primind în 1964 numele vechiului sat Hulubești.